# Rhadinosticta simplex
Rhadinosticta simplex là loài chuồn chuồn trong họ Isostictidae. Loài này được Martin mô tả khoa học đầu tiên năm 1901.